# St. Nikolai (Hollingstedt)

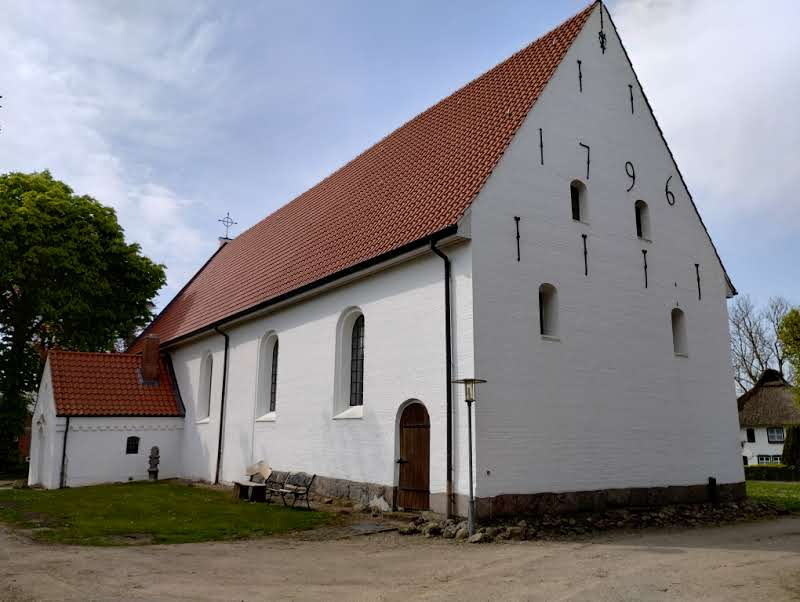
Hollingstedt Kirche

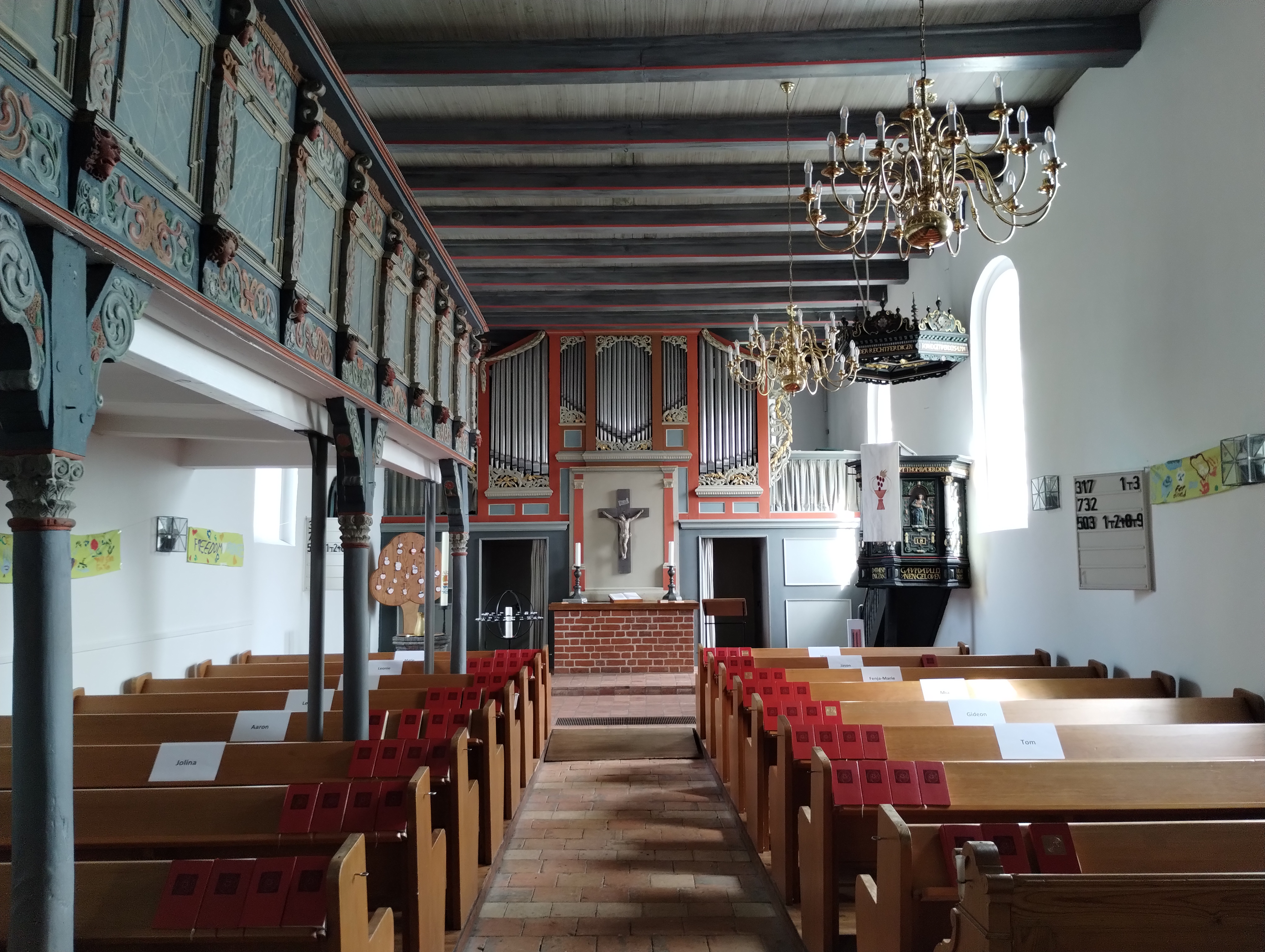
Innenraum

St. Nikolai (dän. Hollingsted Kirke) ist ein geschütztes Kulturdenkmal mit der Objekt-ID 3104 im Denkmalschutzgesetz in Hollingstedt, einer Gemeinde im Kreis Schleswig-Flensburg in Schleswig-Holstein. Die Kirchengemeinde gehört zum Kirchenkreis Schleswig-Flensburg der Evangelisch-Lutherischen Kirche in Norddeutschland. Namensgeber der Kirche ist Nikolaus von Myra.

## Beschreibung
Das aus Tuff gebaute Langhaus der Saalkirche aus dem 12. Jahrhundert wurde 1796–98 nach Abbruch des eingezogenen Chores mit Backsteinen erweitert und neu mit einem Satteldach bedeckt. Der im Kern um 1550 erbaute hölzerne Glockenstapel auf quadratischem Grundriss hat geneigte Außenwände. 
Der Innenraum des Langhauses ist mit einer Holzbalkendecke überspannt. Die Orgel steht auf der Empore über dem Altar. Sie wurde 1870 von Marcussen & Søn hinter den Prospekt der Vorgängerorgel von 1799 gebaut.